# Soeiro Pires de Azevedo
Soeiro Pires de Azevedo (1180 -?) foi um nobre e Cavaleiro medieval do Reino de Portugal, foi o 10.º Senhor do Couto de Azevedo e exerceu o cargo de Alcaide de Alenquer.

## Relações familiares
Foi filho de Pero Mendes Azevedo (1150 -?) e de Velasquita Rodrigues, filha de D. Rodrigo Fróias de Trastamara e de D. Urraca Rodriguez de Castro. Casou com Constança Afonso Gato, filha de Afonso Pires Gato e de Urraca Fernandes de Lumiares, filha de Fernão Pires de Lumiares, de quem teve:
1. Paio Soares Azevedo (1210 -?) casou com Teresa Gomes Correia (1220 -?), filha de Gomes Correia (? - 1258) e de Maria Anes Redondo (? - 1297).
2. João Soares de Azevedo.
3. Maria Soares de Azevedo foi freira no Mosteiro de Lorvão ou no Mosteiro de Arouca.
4. Maria Soares de Azevedo  casou com João Martins da Cunha.
5. Teresa Soares de Azevedo, foi freira no Mosteiro de Arouca.
6. N Soares de Azevedo, foi freira.